# Adam Pretty
Adam Pretty est un photographe professionnel né à Sydney, en Australie, qui s'est spécialisé dans la photographie de sport, puis dans la publicité.

## Biographie
Adam Pretty a grandi dans la banlieue de Sydney, et est allé au lycée pour garçons de Sydney, où il a développé un intérêt pour la photographie. 
Après l'école, Pretty a commencé à travailler en tant que photographe indépendant pour le journal Sydney Morning Herald en 1997. 
Il a rapidement décidé, dès 1998, de se tourner vers la photographie de sport, en rejoignant Allsport, qui devint par la suite Getty Images. 
Couvrant cinq jeux olympiques à partir de 2000 à Sydney pour de grands magazines comme Sports Illustrated, Life Magazine ou encore le Time Magazine, Adam Pretty gagne de nombreux prix. 
En 2007, Adam Pretty décide de se lancer de nouveaux défis en passant du sport à la publicité, avec des clients internationaux dont l'Oréal, BMW, Nike, Adidas.
En 2017 World Press Photo.

## Prix
- World Press Photo - Catégorie Sports Portfolio[1]
  - 1re place dans la catégorie Sports Stories/Portfolio en 1999
  - 2e place dans la catégorie Sports Stories Action stories en 2003
  - 1re place dans la catégorie Sports Stories/Portfolio en 2004[2]
  - 2e place dans la catégorie Sports Stories/Portfolio en 2005
- SSF World Sports Photo Contest: Special Photographers Award en 2004
- Pictures of the Year International - Catégorie Sports Portfolio
  - 1re place dans la catégorie Sports Portfolio en 1998
  - 1re place dans la catégorie Sports Portfolio en 1999
  - 1re place dans la catégorie Sports Portfolio en 2000
- Walkley Award (en)
  - 1re place dans la catégorie News Photograph 1998
  - 1re place dans la catégorie Sports Photography 2003
  - 1re place dans la catégorie Photo Essay 2004
  - Photographe de presse de l'année 2004[3]
- IOC Best of Sport: 1997 Objectif d'Argent.